# Norbert Ebel
Norbert Ebel (* 1958 in Gelsenkirchen) ist ein deutscher Autor, Dramaturg, Theaterschauspieler und Regisseur.

## Leben und Ausbildung
Ebel studierte Theaterwissenschaften, Romanistik und Vergleichende Literaturwissenschaften an der Freien Universität Berlin. Während des Studiums arbeitete er als freier Lektor beim S. Fischer Theaterverlag und machte erste theaterpraktische Erfahrungen bei der Studententheatergruppe Kneipentheater und als Regieassistent an der Vagantenbühne in Berlin. Seit 1999 lebt er in Düsseldorf.

## Künstlerisches Wirken
Seit 1999 arbeitet Ebel als freier Autor, Dramaturg, Regisseur und Schauspieler in Düsseldorf. Er schreibt vorwiegend Theatertexte, aber auch Prosa und Gelegenheitslyrik. In Koproduktion mit Schulen in Düsseldorf betreut er eigene Theaterprojekte für Kinder, Jugendliche und Erwachsene. Seine Theaterstücke werden im deutschsprachigen Raum aufgeführt, sein erfolgreichstes Stück Ox & Esel mittlerweile weltweit.
Es finden regelmäßige Koproduktionen mit Theatern statt. Für seine Dramen wurden Ebel zahlreiche Auszeichnungen und Preise verliehen, u. a. ist er zweimaliger Preisträger des Niederländisch-Deutschen-Jugendtheaterpreises Kaas & Kappes.

## Engagements
1986 war Ebel Regieassistent am Schleswig-Holsteinischen Landestheater in Schleswig, 1988 Dramaturg, Regisseur und Schauspieler am Landestheater Detmold. Im Jahre 1997 war er Dramaturg am Hessischen Landestheater in Marburg. Er betreut das Europäische Festival für Kammeroper und Musiktheater „6 Tage Oper“ in Düsseldorf dramaturgisch.

## Ox & Esel
Ox & Esel ist das meistgespielte Kindertheaterstück im deutschsprachigen Raum. Es wurde in viele Sprachen übersetzt und wird mittlerweile auch u. a. in Brasilien gespielt. 114 verschiedene Inszenierungen stehen im In- und Ausland auf den Spielplänen. Seit 2018 spielt Norbert Ebel selbst die Rolle des Esel. Die Regie übernahm Jens Spörckmann vom Theater im Schlachthof in Neuss, sein Spielpartner Ox ist der Schauspieler Thomas Hoeveler vom kleinewelttheater Velbert.

## Preise und Auszeichnungen
- 1986 Stipendium des Kinder- und Jugendtheaterzentrums der Bundesrepublik Deutschland zur Teilnahme an der Dramatikerwerkstatt für Kinder- und Jugendtheater
- 1999 Preisträger mit Ox & Esel beim 1. Niederländisch-Deutschen Kinder- und Jugenddramatikerwettbewerb im Rahmen des Festivals Kaas & Kappes, Duisburg
- 2004 Preisträger mit Erbs und Bohn Duell beim 6. Niederländisch-Deutschen Kinder- und Jugenddramatikerwettbewerb im Rahmen des Festivals Kaas & Kappes, Duisburg

## Schultheater-Projekte
Seit 2007 macht Norbert Ebel im Rahmen des NRW Landesprogramms KULTUR & SCHULE Theater mit Kindern und Jugendlichen. Er entwickelt Stücke gemeinsam mit den Kindern und Jugendlichen und schreibt auf dieser Grundlage maßgeschneiderte Theaterstücke für die jeweilige Gruppe.

## Weitere Aktivitäten
Organisation der Hessischen Kinder- und Jugendtheaterwoche in Marburg (1× jährlich jeweils im März am Hessischen Landestheater Marburg)
Heiterer Protokollant der LAG Südwest (Länderarbeitsgemeinschaft Kinder- und Jugendtheater Südwest = Hessen, Rheinland-Pfalz, Saarland)
Als Sänger, Regisseur und Choreograf wirkt er in Düsseldorfs erstem und einzigem schwulen Männerchor Lustschrei e.V.

## Mitgliedschaft
Norbert Ebel ist Mitglied in der Assitej (Association Internationale du Théâtre pour l’Enfance et la Jeunesse), Sektion Bundesrepublik Deutschland, Frankfurt am Main.